# Hilara macroptera
Hilara macroptera är en tvåvingeart som beskrevs av Friedrich Hermann Loew 1863. Hilara macroptera ingår i släktet Hilara och familjen dansflugor. Inga underarter finns listade i Catalogue of Life.